# Radiohead: The Best Of
Radiohead: The Best Of es el nombre del primer recopilatorio del grupo británico Radiohead.
El álbum posee varios singles, temas y una cara B lanzados por la banda durante el periodo 1992-2003 bajo la discográfica EMI. El primer disco, disponible por separado, posee 16 temas clásicos de la banda y los cuales lograron entrar (la mayoría) en los charts británicos, mientras que el segundo disco contiene temas menos exitosos pero aun así de igual relevancia en la historia del grupo. De forma paralela, un DVD con 21 videos del mismo periodo fue lanzado, de los cuales 21 fueron puestos en DVD por primera vez.
La colección no fue autorizada por Radiohead, ya que fue creada por EMI para competir con la gira mundial del grupo, la cual se inició el 5 de mayo de 2008 en Florida. El grupo no participó ni en la selección de temas ni en el artwork del disco.
En una entrevista en el 2003, el grupo anunció que nunca sacarían una recopilación de grandes éxitos, lo que demuestra la negatividad del grupo hacia esta acción.
EMI solo usó los temas en los que posee Derechos de autor, por lo que el álbum no posee ningún tema del disco In Rainbows, editado por XL Recordings en 2008.

## Lista de canciones

### Disco 1
1. "Just" (de The Bends) – 3:54
2. "Paranoid Android" (de OK Computer) – 6:23
3. "Karma Police" (de OK Computer) – 4:21
4. "Creep" (de Pablo Honey) – 3:59
5. "No Surprises" (de OK Computer) – 3:49
6. "High & Dry" (de The Bends) – 4:20
7. "My Iron Lung" (de The Bends) – 4:36
8. "There There" (de Hail to the Thief) – 5:23
9. "Lucky" (de OK Computer) – 4:20
10. "Fake Plastic Trees" (de The Bends) – 4:52
11. "Idioteque" (de Kid A) – 5:09
12. "2+2=5" (de Hail to the Thief) – 3:19
13. "The Bends" (de The Bends) – 4:04
14. "Pyramid Song" (de Amnesiac) – 4:51
15. "Street Spirit (Fade Out)" (de The Bends) – 4:12
16. "Everything in Its Right Place" (de Kid A) - 4:11

La versión americana posee un tema extra, "Optimistic", antes de "Fake Plastic Trees"; "Optimistic" fue usado para promocionar Kid A (2000) en las radios americanas.

### Disco 2
1. "Airbag" (de OK Computer) – 4:44
2. "I Might Be Wrong" (de Amnesiac) – 4:54
3. "Go to Sleep" (de Hail to the Thief) – 3:21
4. "Let Down" (de OK Computer) – 4:59
5. "Planet Telex" (de The Bends) – 4:19
6. "Exit Music (For a Film)" (de OK Computer) – 4:24
7. "The National Anthem" (de Kid A) – 5:51
8. "Knives Out" (de Amnesiac) – 4:17
9. "Talk Show Host" (Lado B del Single Street Spirit (Fade Out)) – 4:14
10. "You" (de Pablo Honey) – 3:29
11. "Anyone Can Play Guitar" (de Pablo Honey) – 3:37
12. "How to Disappear Completely" (de Kid A) – 5:56
13. "True Love Waits" (en vivo desde Los Ángeles, 2001) (de I Might Be Wrong: Live Recordings) – 5:02

### DVD
1. "Creep"
2. "Anyone Can Play Guitar"
3. "Pop is Dead"
4. "Stop Whispering"
5. "My Iron Lung"
6. "High and Dry" (Versión Británica)
7. "High and Dry" (Versión Americana)
8. "Fake Plastic Trees"
9. "Just"
10. "Street Spirit (Fade Out)
11. "Paranoid Android"
12. "Karma Police"
13. "No Surprises"
14. "Pyramid Song"
15. "Knives Out"
16. "I Might Be Wrong"
17. "Push Pulk"/"Like Spinning Plates"
18. "There There"
19. "Go to Sleep"
20. "Sit Down. Stand Up."
21. "2+2=5" (En directo desde el Festival Belfort)